# Oberweiling
Oberweiling ist ein Ortsteil der Stadt Velburg mit etwa 60 Einwohnern (Stand 2013; mit zugehörigen Orten 396 Einwohner) im Oberpfälzer Landkreis Neumarkt in der Oberpfalz in Bayern.

## Lage
Das Pfarrdorf Oberweiling liegt im Oberpfälzer Jura etwa drei Kilometer von Velburg entfernt an der Schwarzen Laber. Benachbart ist das Dorf Finsterweiling.

## Geschichte
Erstmals urkundlich erwähnt wurde der Ort am 20. November 1002 in einer Urkunde Kaiser Heinrichs II.
Im Königreich Bayern wurde um 1810 der Steuerdistrikt Oberweiling gebildet, dem neben Oberweiling die Ansiedlungen Finsterweiling, Froschau, Haumühle, Hollerstetten und Reckenhofen angehörten. Mit dem Gemeindeedikt vom 15. Mai 1818 wurde daraus die Ruralgemeinde Oberweiling, der 1830 die Ruralgemeinde Altenveldorf angegliedert wurde. Vor 1900 kamen auch die Orte Neumühle, Neuöd, Obermühle, Oberweiling, Regenfußmühle und Schallermühle dazu.
Am 1. Januar 1972 wurde bei der Gemeindegebietsreform die bis dahin selbstständige Gemeinde Oberweiling in die Stadt Velburg eingegliedert.

### Einwohnerentwicklung
Im Ort Oberweiling lebten
- 1836 68 Einwohner (12 Häuser),[6]
- 1867 64 Einwohner (26 Gebäude, 1 Kirche, Schule),[7]
- 1875 69 Einwohner (37 Gebäude; an Großviehbestand 2 Pferde und 67 Stück Rindvieh),[8]
- 1900 85 Einwohner (15 Wohngebäude),[9]
- 1925 87 Einwohner (16 Wohngebäude),[10]
- 1938 93 Einwohner (92 Katholiken, 1 Protestant),[11]
- 1950 107 Einwohner (17 Wohngebäude),[12]
- 1987 53 Einwohner (16 Gebäude mit Wohnraum, 18 Wohnungen),[13]
- 2013 60 Einwohner

## Leben
Die Freiwillige Feuerwehr Oberweiling sorgt für den Brandschutz und die allgemeine Hilfe. Im Ort befindet sich die alte Pfarrkirche St. Mariä Geburt sowie ein Schulhaus, das auch als Rathaus für die damalige Gemeinde Oberweiling diente und seit den 1970er-Jahren nach der Errichtung einer großen Schule in Velburg als Kleinkunstbühne namens „Kneipenbühne“ genutzt wird.

## Sehenswertes
- Liste der Baudenkmäler in Velburg#Oberweiling